# 밀양 손유호 묘
밀양 손유호 묘(密陽 孫攸好 墓)는 대한민국 경상남도 밀양시 초동면 봉황리에 있는, 고려 말∼조선 초의 인물 손유호의 무덤이다.
2001년 12월 20일 경상남도의 기념물 제237호 선락장군 손유호 묘로 지정되었다가, 2018년 12월 20일 현재의 명칭으로 변경되었다.

## 개요
고려 말∼조선 초의 인물 손유호의 무덤으로, 묘 및 상석(床石) 1기, 문인석 2기, 묘비 1기 등이 남아 있다.
손유호는 고려 1372년 출생하였으며 1410년에 종4품 선략장군으로 두모포(豆毛浦)의 관군을 배수받았고, 1419년에는 대마도 정벌에 참가하기도 하였다. 이후 부친의 병환을 돌보기 위해 낙향하였으며, 일흔 일곱인 1448년에 사망하였다.
전체 묘역은 3단으로 구성되어 있다. 상단에는 묘와 상석, 중단의 동·서에는 문인석, 그리고 하단의 동쪽에는 묘비가 배치되어 있다. 묘는 전형적인 조선 초기의 네모난 묘로, 묘의 앞쪽에는 상석이 놓여져 있는데 고석(鼓石)이 분리되지 않고 함께 조각되어 있으며, 고석의 앞쪽 좌우에 귀신의 얼굴이 새겨져 있는 것이 특이하다. 문인석은 좌우로 마주보고 있는 2기가 동일한 형태이며, 일부 마멸되었다. 머리에는 관(冠)을 썼고 손에는 홀(笏)을 들었으며, 옷자락이 표현되어 있다.
묘비는 전면에만 글자가 새겨져 있는데, 손유호의 세계(世系)와 생몰년·행적·자손·글쓴이의 추모 등이 비교적 자세하게 기록되어 있다. 이 비는 1450년에 세워졌으며, 성균관 사예를 지낸 박욱(朴彧)이 썼다.
전체적으로 양호한 상태로 잘 보존되어 있으며, 조선 초기 묘제 연구에 중요한 학술적 자료로 평가된다.

## 같이 보기
- 손유호

## 참고 문헌
- 밀양 손유호 묘 - 국가유산청 국가유산포털